# 安璿
安璿（1629年—1703年），又名興仁，字孟公，號蒼涵，晚年時號潔園，清朝詩人。东林党人安希范之孙，东林党领袖高攀龙之外孙。著有《罨畫樓詩草》、《蒼涵外史獨語》、《膠東山水誌》等書。

## 生平
安璿生于崇祯二年（1629年），出生时其祖父安希范已过世八年，其外祖父高攀龙也已过世三年。由于明末兵乱四起，外加之前受东林党牵连，虽然生活依然富足，但是家境较安国在世时已大不如前。安璿擅长绘画与作诗，与其同父异母兄弟安兴孝同为清朝早期诗人。顺治十一年（1654年），安璿与同乡顾贞观等人组建“云门社”，在“云门十子”中名列第五。

## 诗作
《访严髻珠先生于湖田不遇》

渡入蒹葭即草庐，云深三径俗尘疏。
青苔昼掩维摩室，红叶秋生水竹居。
谢客湖田常挂榻，送僧山寺漫停车。
已知杖履归来晚，独逞天风唱步虚。